# Unterberg (Gemeinden Mutters, Schönberg)
Unterberg ist ein Ort im Wipptal in Tirol und gehört zu den Gemeinden Schönberg im Stubaital und Mutters im Bezirk Innsbruck-Land.

## Geographie
Der Ort befindet sich etwa sieben Kilometer südlich von Innsbruck, auf halbem Weg zwischen Mutters und Schönberg, zu denen es etwa je drei Kilometer sind. Die Rotte liegt auf um die 690 m ü. A. Höhe direkt an der Einmündung der Ruetz aus dem Stubaital in die Sill, links der Sill und beiderseits der Ruetz. Letztere ist hier die Gemeindegrenze zwischen Mutters und Schönberg, womit der Ort in zwei Gemeindegebiete fällt.
Verbunden werden die beiden Ortsteile durch die Stephansbrücke, über die die Brenner Straße B 182 verläuft. Im Ort zweigt nur die Straße nach Ruetzwerk ab, ab dann ist das Tal der Ruetz unwegsame Schlucht (Ruetzschlucht), ein Rad- und Fußweg Richtung Stubaital begleitet sie oberhalb. Für Kraftfahrzeuge ist das Stubaital nur über Schönberg erreichbar. Auf der anderen Sill-Seite liegt die Haltestelle Unterberg–Stefansbrücke an der Brennerbahn, die bis Dezember 2024 von der Linie S3 der S-Bahn Tirol mit weniger als fünf Zughalten täglich bedient wurde und mit Dezember 2025 gänzlich aufgelassen werden soll. Sie ist zu Fuß über die denkmalgeschützte Sillschlucht-Rohrbrücke, welche die Sillschlucht quert, erreichbar.

### Nachbarorte
| Riedbach (Gem. Mutters)                                  | Gärberbach (Gem. Mutters)                   | Vill Igls (beide Stadt Innsbruck)                     |
| Außerkreith Kreith Kohlstattsiedlung (alle Gem. Mutters) | Kompassrose, die auf Nachbargemeinden zeigt |                                                       |
| Brandegg (Gem. Mutters)                                  | Ruetzwerk (Gem. Schönberg i. St.)           | Patsch (Gem. Patsch) Sillwerk (Gem. Schönberg i. St.) |

## Infrastruktur und Sehenswürdigkeiten
- Stephansbrücke, die größte erhaltene Steinbrücke in Österreich, erbaut in den 1840er Jahren, denkmalgeschützt
- Rohrbrücke, Zuleitung zum Kraftwerk Untere Sill in Innsbruck, Fußgängerbrücke zur Haltestelle der Brennerbahn (Gebiet Innsbruck-Vill, denkmalgeschützt)[2]
- ein Meilenstein, kurz nach dem Gasthof Schupfen talauswärts an der B 182 (19. Jahrhundert, denkmalgeschützt)[3]
- Gasthaus Stefansbrücke,[4] alte Reiseherberge zum Brenner (Haus von 1846)[5]
- Gasthof Schupfen,[6] Hauptquartier von Andreas Hofer bei den Bergiselschlachten 1809, denkmalgeschütztes Wirtshaus
- Filialkirche Mariae Himmelfahrt (barock, denkmalgeschützt)[7]
- Marienkapelle Unterberg[8]
- zwei Andreas-Hofer-Gedächtniskapellen beim Gasthof Schupfen
- Papstl, Denkmal für Papst Pius VI., beim Gasthaus Stefansbrücke am Beginn der alten Brennerstraße,[9][10]
- Nedlhaushof, Tirolerhof des 17./18. Jahrhunderts (denkmalgeschützt)[11]
- Schöberlhof, Tirolerhof des 18. Jahrhunderts.[12]
- Feuerwehrhaus der Freiwilligen Feuerwehr Schönberg i. St.;[13] ein charakteristischer Zweckbau der 1960er mit zeitgenössischem Wandbild hl. Florian[14][15]

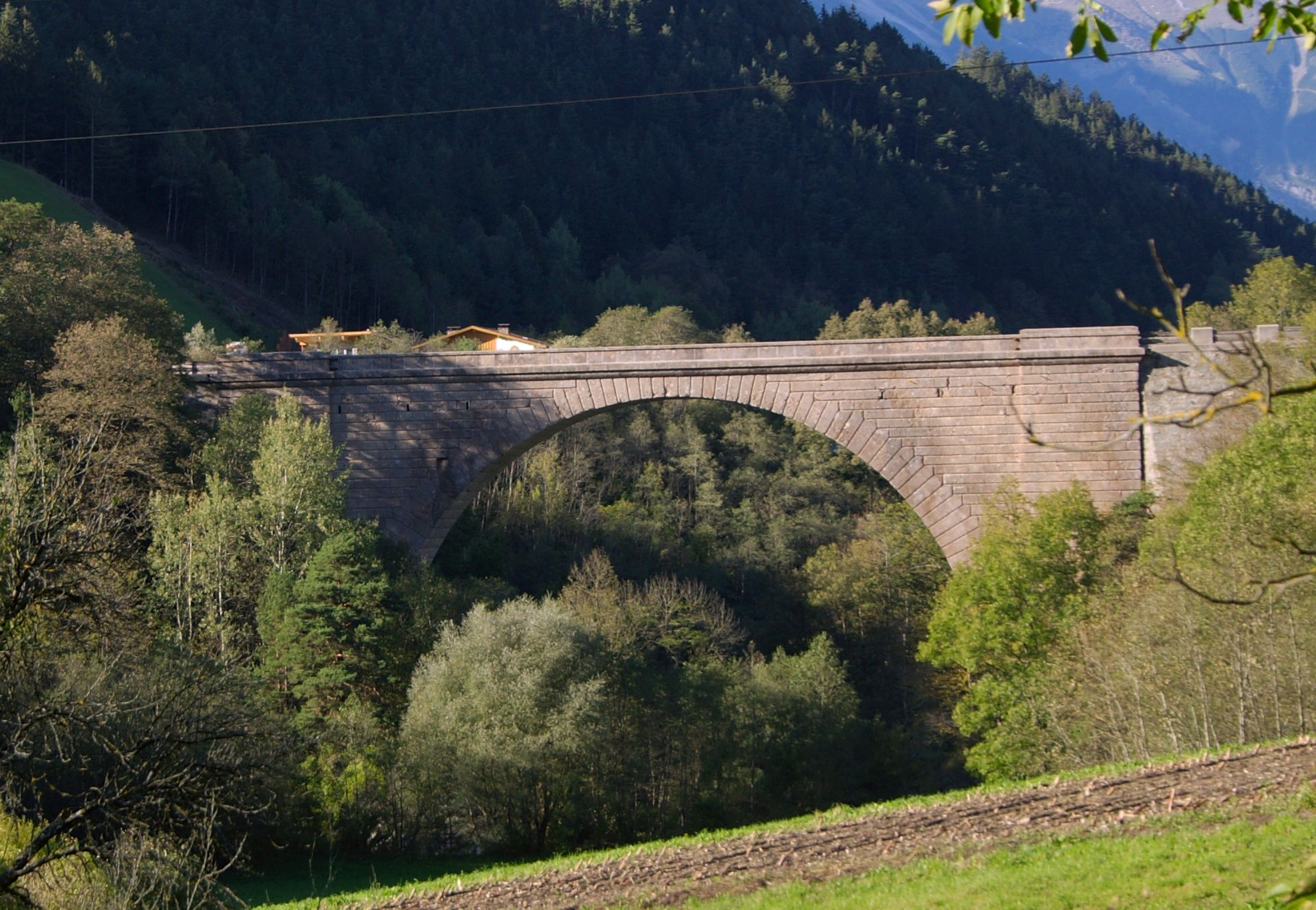
Stephansbrücke, Ansicht von Süden
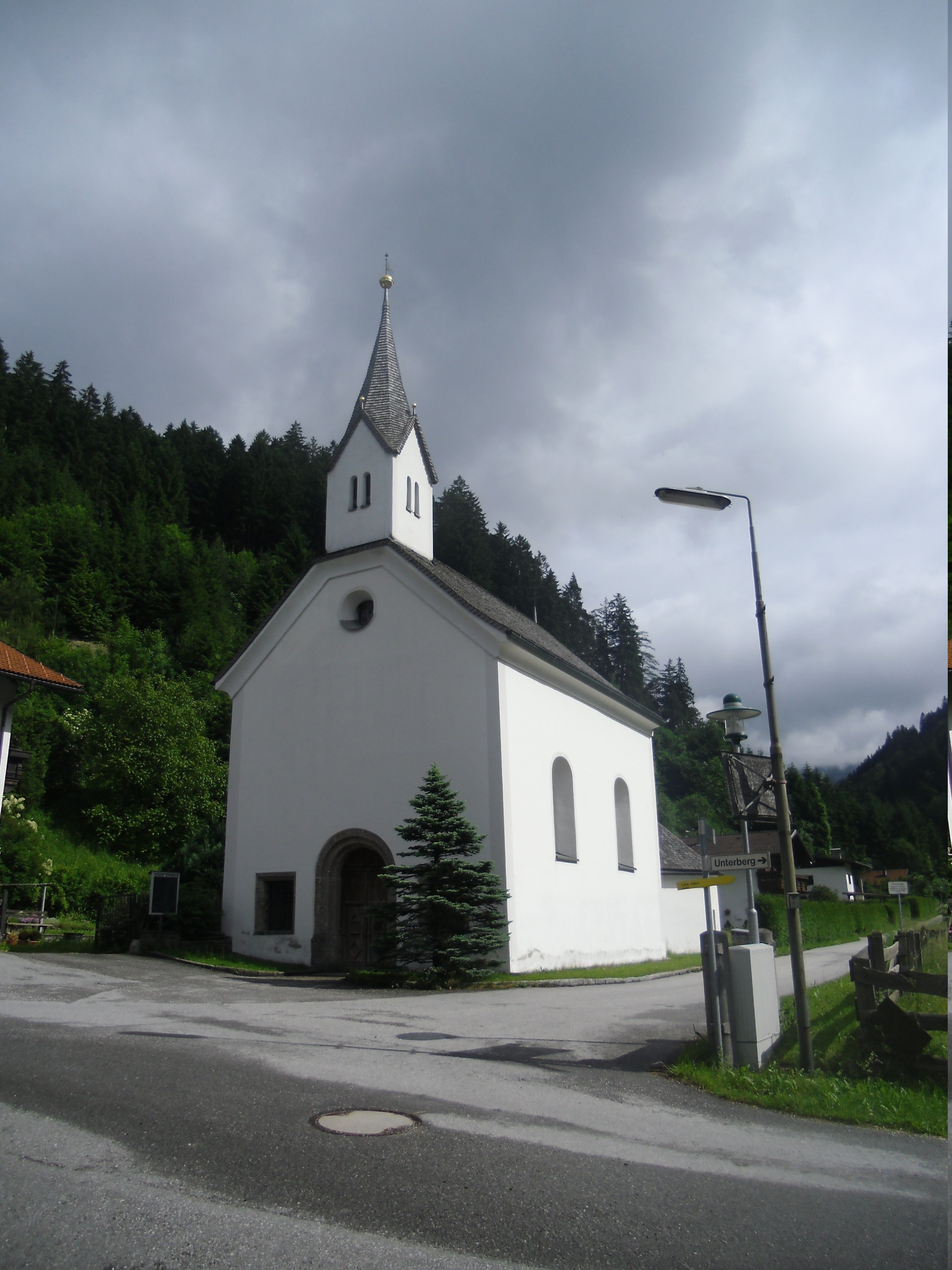
Mariä Himmelfahrt
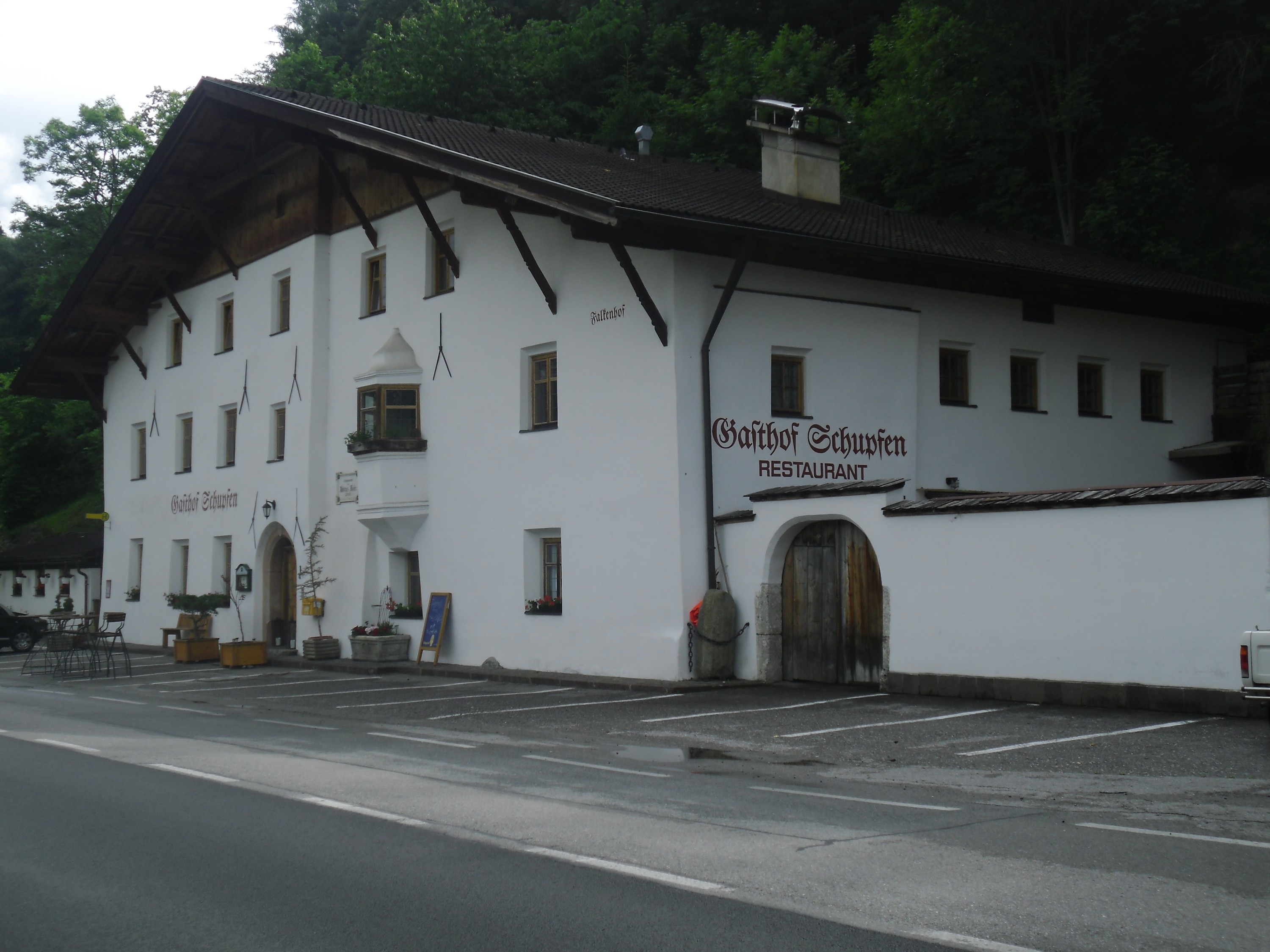
Gasthof Schupfen
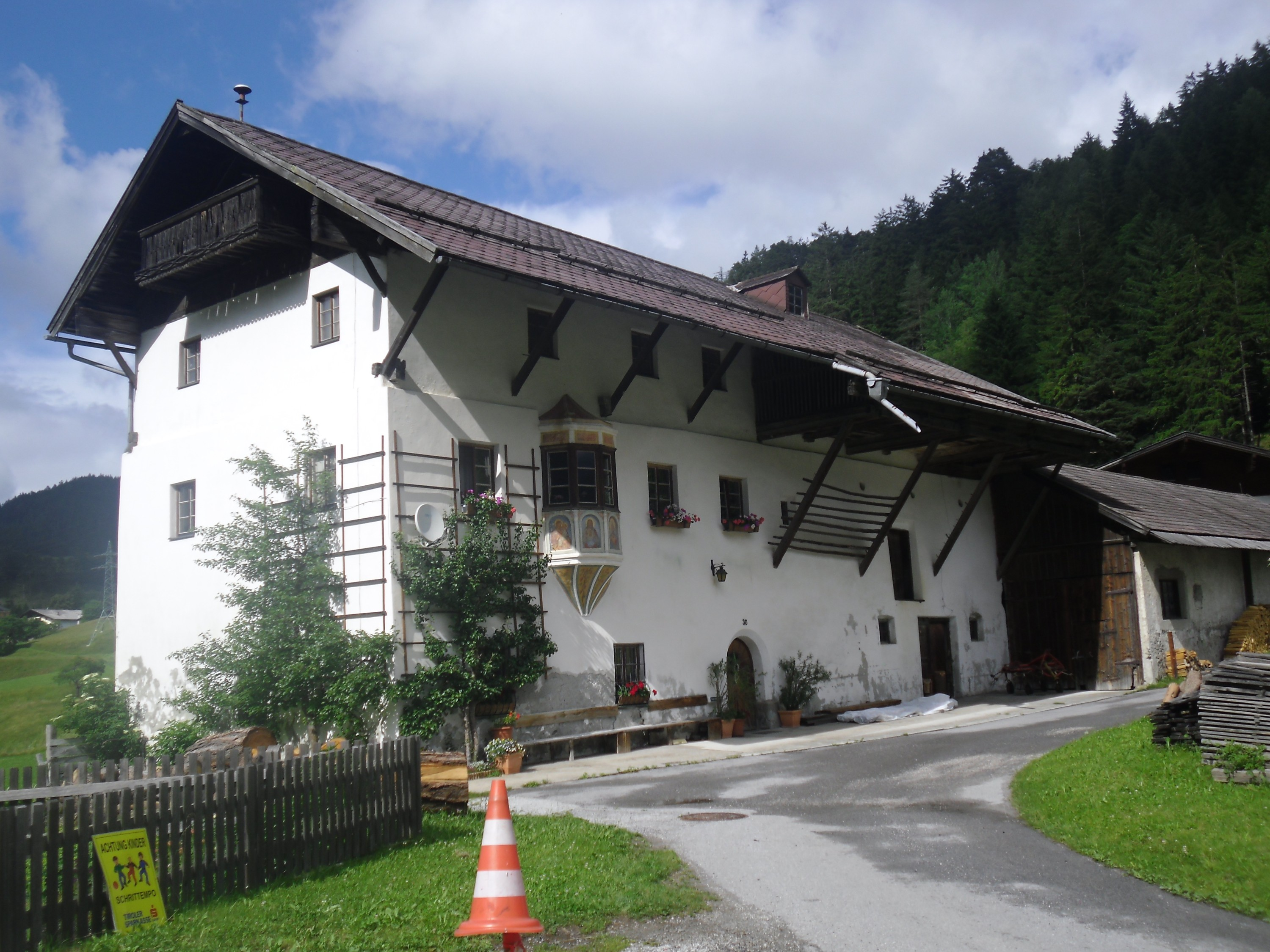
Nedlhaushof
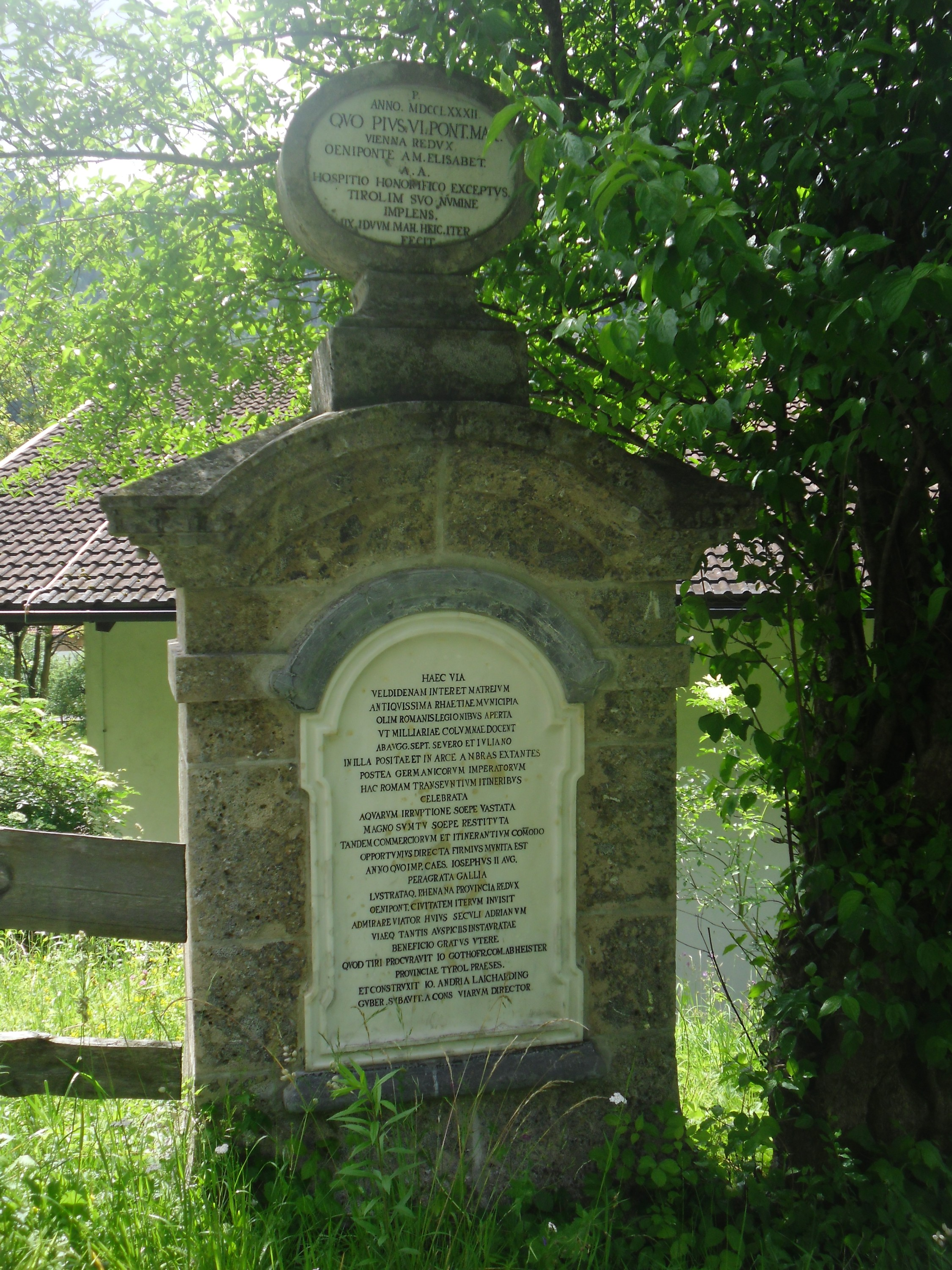
Das Papstl
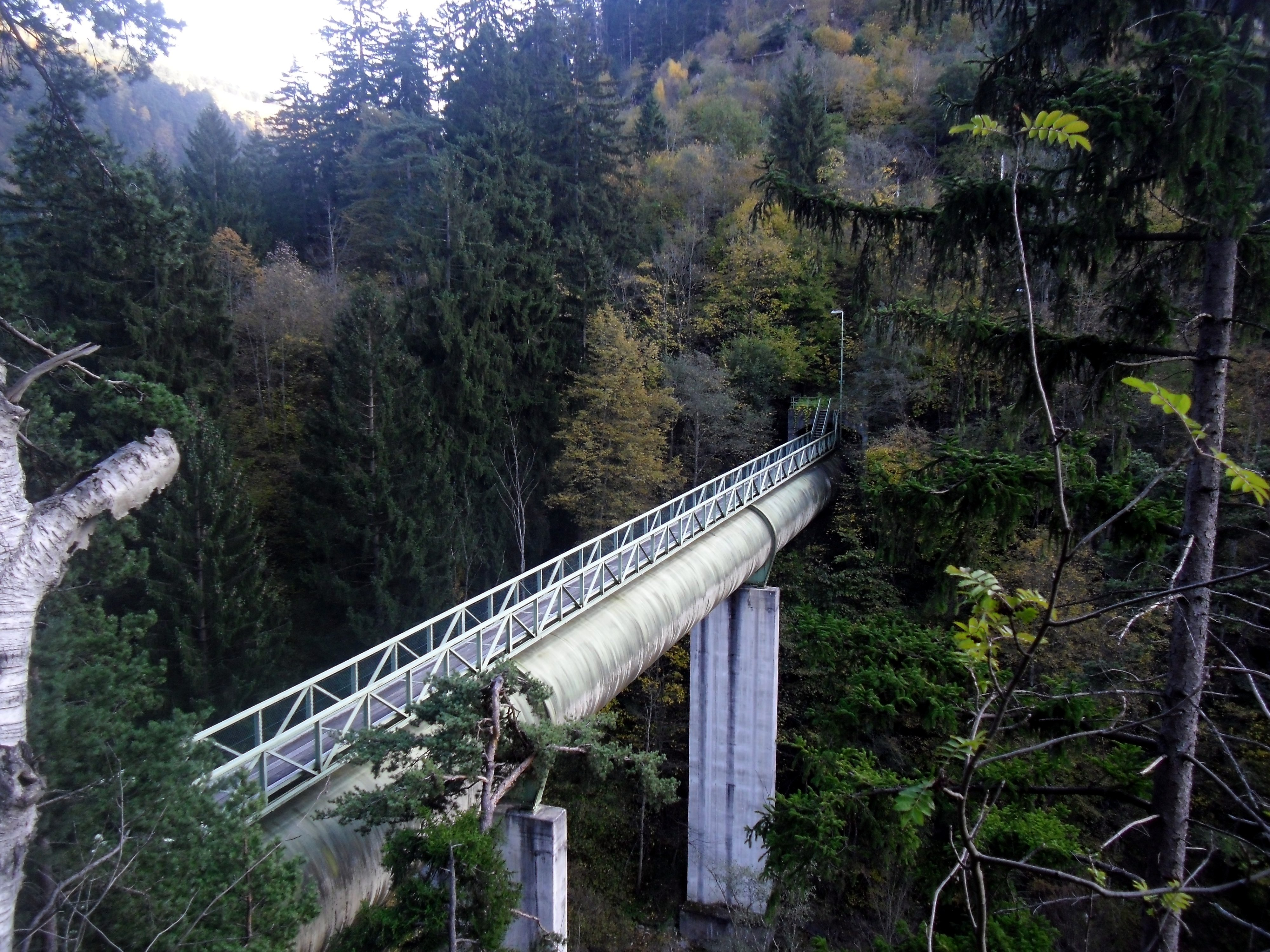
Sillschlucht-Rohrbrücke

## Verkehr

### Haltestelle Unterberg–Stefansbrücke
Ab der Sommerfahrordnung 1880 bis Dezember 2024 hielten Sekundärzüge der Brennerbahn beim „Wächterhaus vis-à-vis der Stefansbrücke“. Als Bedingung zur Einführung wurde die Errichtung eines Steges über die Sill gestellt. Diese wurde vom „dortigen Gastwirt“ errichtet.

### Autobusverkehr
Die erste Autobuslinie Innsbruck–Schönberg über Unterberg wurde im Jahr 1900 eingerichtet. Diese wurde in Dillinger’s Reisezeitung als „lohnende Wagenfahrt, 1 Stde.“ für Ausflüge ab Innsbruck beworben. Heute verkehrt hier täglich die Regiobuslinie 589.